# Max Geldner
Max Geldner fue un deportista suizo que compitió en remo. Ganó una medalla de bronce en el Campeonato Europeo de Remo de 1908, en la prueba de doble scull.

## Palmarés internacional
| Campeonato Europeo | Campeonato Europeo | Campeonato Europeo | Campeonato Europeo |
| Año                | Lugar              | Medalla            | Prueba             |
| ------------------ | ------------------ | ------------------ | ------------------ |
| 1908               | Lucerna (Suiza)    | Medalla de bronce  | Doble scull        |